# Municipio de Ridley
El municipio de Ridley (en inglés: Ridley Township) es un municipio ubicado en el condado de Delaware en el estado estadounidense de Pensilvania. En el año 2000 tenía una población de 30.791 habitantes y una densidad poblacional de 2,345.9 personas por km².

## Geografía
El municipio de Ridley se encuentra ubicado en las coordenadas 39°53′30″N 75°19′59″O / 39.89167, -75.33306.

## Demografía
Según la Oficina del Censo en 2000 los ingresos medios por hogar en la localidad eran de $45,918 y los ingresos medios por familia eran de $54,581. Los hombres tenían unos ingresos medios de $41,504 frente a los $29,972 para las mujeres. La renta per cápita de la localidad era de $21,437. Alrededor del 6,7% de la población estaba por debajo del umbral de pobreza.